# Suka Damai (Singkil)
Suka Damai is een bestuurslaag in het regentschap Aceh Singkil van de provincie Atjeh, Indonesië. Suka Damai telt 724 inwoners (volkstelling 2010).